# Resource Description Framework
RDF, Resource Description Framework är en samling teknik framtagna av World Wide Web Consortium (W3C). RDF är en datamodell, ursprungligen för att uttrycka metadata, men har kommit att fungera som en generell metod för att uttrycka information. RDF är en av de grundläggande teknikerna för den semantiska webben.
RDF kan uttryckas i ett flertal syntaxer, bland andra XML (RDF/XML), Notation 3, Turtle och RDFa (som en del av ett XHTML-dokument).

## Principer
RDF utgår från idén om att göra påståenden om resurser i formen av subjekt-egenskap-objekt. Denna form kallas för triplett. Subjektet avser resursen (till exempel "Artikeln August Strindberg"), egenskapen namnger en relation (till exempel "Titel" enligt "Dublin Core"-definitionen) och objektet är värdet för relationen (texten "August Strindberg").
I RDF identifieras subjekt, egenskap och objekt med URI:er. Detta gör att ett verktyg som läser RDF själv kan hämta in ytterligare information via webbanrop. Detta möjliggör i sin tur användningen av flera separata RDF-databaser som om de vore en enda.
Till skillnad från många existerande tekniker för att uttrycka information kräver RDF att man preciserar de begrepp man använder. Detta möjliggör avancerad behandling och integration av information utan att ställa krav på centraliserad framtagning av begreppsmodeller.

## Exempel
Exempel på formatet Notation 3:
<http://sv.wikipedia.org/wiki/August_Strindberg> <http://purl.org/dc/elements/1.1/title> "August Strindberg" .
Förklaring: Wikipediaartikeln om August Strindberg (subjekt) har titeln (egenskap) "August Strindberg" (objekt). I detta exempel används begreppet "title" såsom det definieras av standardiseringsinitiativet Dublin Core.
<http://example.com/produkter/borrmaskin-x1> <http://example.com/ns/begrepp#pris> "995" .
Förklaring: Produkten "Borrmaskin X1" (subjekt) har priset (egenskap) 995 (objekt).

## Jämförelse med XML
För att tolka XML används en XML-parser vilket möjliggör extrahering av information i ett XML-dokument.
I RDF använder man en resonerare som utöver extrahering även kan dra slutsatser baserat på den information man tillför verktyget. Exempelvis kan man tillföra information om att två egenskapsdefinitioner är likvärdiga (till exempel att http://example.com/ns/begrepp#pris är samma begrepp som http://supplierb.com/domain#price). Detta möjliggör att arbeta vidare med informationen utan att behöva ändra på programkoden för extrahering.